# بیمارستان طالقانی گرگان
بیمارستان طالقانی گرگان واقع در استان گلستان، شهرستان گرگان بیمارستانی ۱۲۰ تخت خوابی تخصصی و فوق تخصصی کودکان و نوزادان است که در سال ۱۳۶۰ افتتاح شده‌است.

## تاریخچه و امکانات
این بیمارستان از جمله بیمارستان‌های تخصصی کودکان مجهز در گرگان است که درسال ۱۳۶۰ تأسیس شده‌است.

### قصور کادر پزشکی
کودک ۶ ساله ای در سال ۱۳۹۵ پس از مراجعه به این بیمارستان برای انجام عمل لوزه به کما رفت. این کودک در مرداد همان سال درگذشت. بر اساس رای دادگاه متخصص بیهوشی به علت پاره کردن سینوس پریفرم، فوق تخصص ریه به علت مراقبت ناکافی و واگذاری مراقبت بیمار به رزیدنت بی‌تجربه و ۳ پرستار وقت بیمارستان هم به علت توجه نا کافی به بیمار و اطلاع ندادن به موقع وضعیت کودک به پزشکان، مقصر شناخته شدند.